# Shahrestān di Khusf
Lo shahrestān di Khusf (farsi شهرستان خوسف) è uno degli 11 shahrestān del Khorasan meridionale, il capoluogo è Khusf. Lo shahrestān è suddiviso in due circoscrizioni (bakhsh):
- Centrale (بخش مرکزی)
- Jolgeh-e Mazhan (بخش جلگه ماژان)